# UJ・セウテニ
UJ・セウテニ（UJ Seuteni、1993年12月9日 - ）は、トップ14スタッド・ロシュレに所属するラグビー選手。

## プロフィール
- オーストラリア・アデレード出身。
- ポジションはスタンドオフ(SO)、センター(CTB)、フルバック(FB)。
- 身長 185cm、体重 100kg
- サモア代表キャップは12(2023年8月現在）でラグビーワールドカップ2019・ラグビーワールドカップ2023のサモア代表に選ばれた[1][2]。

## 略歴
レッズ、RCトゥーロン、オヨナを経て、2018年、ボルドーに加入。
2022年、ラ・ロシェルに加入。